# Carencro
Carencro és una població dels Estats Units a l'estat de Louisiana. Segons el cens del 2000 tenia 6.120 habitants.

## Demografia
Segons el cens del 2000, Carencro tenia 6.120 habitants. La densitat de població era de 388,6 habitants/km².
Per edats la població es repartia de la següent manera: un 30,2% tenia menys de 18 anys, un 9,2% entre 18 i 24, un 28,5% entre 25 i 44, un 19,8% de 45 a 60 i un 12,3% 65 anys o més.
L'edat mediana era de 33 anys. Per cada 100 dones de 18 o més anys hi havia 80,5 homes.
La renda mediana per habitatge era de 22.716 $ i la renda mediana per família de 27.539 $. Els homes tenien una renda mediana de 27.879 $ mentre que les dones 21.496 $. La renda per capita de la població era d'11.491 $. Entorn del 24,1% de les famílies i el 29,8% de la població estaven per davall del llindar de pobresa.

## Poblacions més properes
El següent diagrama mostra les poblacions més properes.